# Тарасівка (Сквирська міська громада)
Тарасівка (до 1922 — Шамраївська Стадниця, у 1922—1924 — Тарасівка, у 1924—1946 — Ленінська Тарасівка, у 1946—2016 — Ленінське) — село в Україні, у Сквирській міській громаді Білоцерківського району Київської області.

## Населення
Населення за переписом 2001 року становило 261 чоловік.

### Мова
Розподіл населення за рідною мовою за даними перепису 2001 року:
| Мова       | Кількість | Відсоток |
| ---------- | --------- | -------- |
| українська | 256       | 98.08%   |
| російська  | 5         | 1.92%    |
| Усього     | 261       | 100%     |

## Розташування
Розташоване на річці Сквирці, за 14 км від Сквири і за 4 км від автомагістралі Київ-Вінниця. Сільраді підпорядковане село Нова Пустоварівка.

## Історія
Час виникнення села відноситься до 1778 р., коли в незаселеному степу площею 760 десятин було збудовано кілька приміщень Білоцерківського кінного заводу, названого Шамраївською Стадницею.
В 1918 році будівлі кінного заводу було знищено і на його землях утворилося нове село. У 1922 році на сходці жителів було прийнято рішення назвати нове село Тарасівкою на честь Тараса Шевченка. У 1924 році після смерті В. І. Леніна село стали називати Ленінська Тарасівка або Лен-Тарасівка. В 1925 році сюди переселилося 160 сімей.
У 1926 році, в роки непу, було створено перший кооператив -  сільське споживче товариство ССТ, в 1928 році було обрано виконавчий комітет Лен-Тарасівської сільської ради і їй підпорядковано село Кузьмівку.
В 1929—1930 рр. в селі Лен-Тарасівці було розкуркулено 4 сім'ї і утворено колгосп ім. 13-річчя Жовтня, та невдовзі він розпався.
Восени 1932 року почався сильний голод, особливо багато людей померло весною і влітку 1933 року, — більше 200 осіб. Встановлено імена 175 осіб.
В сім'ї Г. Л. Тимченка померло 4 особи, залишилася лише дочка Федора. Ця 17-річна дівчина стала збирати дітей-сиріт до хати Явнюка Фадея, яка на той час була вже порожня, а свою розбирати на паливо. Так був утворений інтернат в селі Лен-Тарасівка. Всі загиблі в період Голодомору поховані на сільському кладовищі, де встановлено пам'ятний знак.
Восени 1933 року с. Кузьмівка виділилось в окреме господарство.
18 лютого 2016 року село повернуто одну із історичних назв — Тарасівка
6 вересня 2016 року сільську раду перейменовано на Тарасівську

## Відомі уродженці
Авраменко С. — комуністичний діяч, депутат ВР СРСР .
Рижук Марія Матвіївна — депутат Верховної Ради УРСР у 1967 — 1985 рр. .